# Palimna formosana
Palimna formosana là một loài bọ cánh cứng trong họ Cerambycidae.